# Nkoranza North District
Nkoranza North District är ett distrikt i Ghana.   Det ligger i regionen Brong-Ahaforegionen, i den centrala delen av landet, 290 km nordväst om huvudstaden Accra.